# マイノリティ (曲)
「マイノリティ」（Minority）は、アメリカのロックバンド、グリーン・デイの楽曲。バンドの6枚目のアルバム『ウォーニング』に収録。シングルカットされ、アメリカのモダンロックチャートで5週連続1位を記録した。
作詞はビリー・ジョー・アームストロング、作曲はグリーン・デイ。

## 概要
アコースティック・ギターのイントロに始まり、バンドサウンドによるメインリフが続く。その後は、いくつかのパートを何度か繰り返しながら進行し、最終的にはメインリフを繰り返したあとに、イントロと同じようなアコースティック・ギターのアウトロで終わる。
この曲には、ミュージック・ビデオが作成され、DVD『インターナショナル・スーパーヒッツ・ビデオ!』で視聴できる。
また、バンドのライヴでも演奏され、ライブ・アルバム『ブレット・イン・ア・バイブル』には、2005年に行われたライヴでの演奏が収録されている。
その他、バンドのコンピレーション・アルバム『インターナショナル・スーパーヒッツ!』にも収録されている。
Jリーグクラブサガン鳥栖のチャントとしても使用された。
2021年の3月までサタデープラス（毎日放送系列全国ネット）のテーマソングとして使用されていた。